# Масьяф (район)
Масьяф (араб. مصياف‎) — район (минтака) в составе мухафазы Хама, Сирия. Административным центром является город Масьяф.

## География
Находится на юго-западе мухафазы Хама. На востоке граничит с районом Хама, на юге с мухафазой Хомс, на западе с мухафазой Тартус, на севере с районом Скальбия, а на северо-востоке с районом Мухрада.

## Административное деление
Район разделён на 5 нахий.
| Нахия        | Административный центр | Население (2004 г.), чел. | Карта |
| ------------ | ---------------------- | ------------------------- | ----- |
| Масьяф       | Масьяф                 | 68 184                    |       |
| Джубб-Рамла  | Джубб-Рамла            | 39 814                    |       |
| Авадж        | Авадж                  | 33 344                    |       |
| Айн-Халаким  | Айн-Халаким            | 16 502                    |       |
| Вади-эль-Аюн | Вади-эль-Аюн           | 12 951                    |       |